# Tommy Tucker
Tommy Tucker, geboren als Robert Higginbotham (Springfield (Ohio), 5 maart 1933 – Newark (New Jersey), 22 januari 1982), was een Amerikaanse blueszanger, -pianist en songwriter. 
Hij is vooral bekend van de hit Hi-Heel Sneakers uit 1964, die naar #11 ging in de Billboard Hot 100-hitlijst en piekte op #23 in de Britse Singles Chart.

## Biografie
Over het leven van de blueszanger en pianist Tommy Tucker is niet veel bekend. Tommy Tucker was de neef van Joan Higginbotham, een astronaut die in december 2006 aan boord was van Space Shuttle Discovery.
Hij leerde piano vanaf 1941 en sloot zich aan bij het Bobby Wood Orchestra, waaruit in 1953 de doowop-formatie Cavaliers ontstond. In Woods Band ontmoette hij de trompettist Clarence LeVille, met wie hij in 1951 een huisband oprichtte in de Farm Dell Club in Dayton (Ohio). Ze begeleidden bluesgrootheden als Big Maybelle, Billie Holiday, Little Walter, Jimmy Reed, Little Willie John en Amos Milburn. Daarna wisselde hij regelmatig van band en verscheen in 1955 met LeVille bij de Belvaderes, met wie hij vervolgens ook speelde bij de Dusters in 1956. Twee mislukte singles uit een van deze formaties waren het resultaat. In 1957 trad Tucker toe tot de huisband van The Frolic Night Club in Springfield.
Samen met Atlantic Records-eigenaar Ahmet Ertegün schreef hij het nummer My Girl (I Really Love Her So), dat hij in 1961 als solist uitbracht, echter zonder succes.
De enige en grootste hit van Tucker was zijn eigen compositie en de later modshymne Hi Heel Sneakers met het kenmerkende slide-gitaarwerk in de bottleneck-stijl van Welton 'Dean' Young, die al in de jaren 1950 met Tucker had samengewerkt. Na de publicatie van de Jimmy Reed-achtige stijl op het Chess Records-dochterlabel Checker Records op 13 januari 1964, bereikte het nummer de 11e plaats in de hitlijsten en was met ongeveer 200 versies een van de meest gecoverde nummers. De opname is waarschijnlijk geproduceerd door Herb Abramson in 1962, toen de A-1 opnamestudio's werden opgericht. Long Tall Shorty, geschreven door Don Covay en Herb Abramson, was de mislukte vervolghit van mei 1964, gecoverd door The Kinks (op de gelijknamige lp van 2 oktober 1964). Abramson produceerde ook That’s Life voor zijn eigen festivallabel in 1966, maar kon het artistieke verval van Tucker niet stoppen.
Eind jaren 1960 vestigde hij zich als makelaar in East Orange (New Jersey) en keerde in 1974 terug naar de opnamestudio, waar de oude rocker Bo Diddley hem vergezelde op albums als Mother Tucker en The Rocks is My Pillow - the Cold Ground is My Bed. De albums faalden, net als de meeste singles daarvoor.
Tommy Tucker, wiens artiestennaam teruggaat naar een profvoetballer, moet niet worden verward met rockabilly-zanger Tommy Ray Tucker.

## Overlijden
Tommy Tucker overleed op 22 januari 1982 op 48-jarige leeftijd door het inademen van giftige dampen.

## Discografie
- 1955: The Belvaderes: Don't Leave Me To Cry / I Love You (Hudson)
- 1956: The Dusters: Give Me Time / Sallie Mae (met Jimmy Binkley's Orchestra) (Arc)

Tommy Tucker:
- 1961: My Girl (I Really Love Her So) / Rock 'N' Roll Machine (als Tee Tucker) (Atco)
- 1964: Hi Heel Sneakers / I Don't Want 'Cha (Watcha Gonna Do) (Checker)
- 1964: Long Tall Shorty / Mo' Shorty (Checker)
- 1965: Alimony / All About Melanie (Checker)
- 1966: Chewin' Gum / (All My Life) I've Been A Fool (Checker)
- 1966: That's Life / That's How Much I Love You Baby (Festival)
- 1967: Sitting Home Alone / I'm Shorty (Checker)
- 1967: A Whole Lot Of Fun Before The Weekend Is Done / Real True Love (Checker)

## LP's
- Tommy Tucker: Hi-Heel Sneakers and Long Tall Shorty (Checker)
- Tommy Tucker: Mother Tucker (Red Lightnin')
- Tommy Tucker: The rocks is my pillow - The cold ground is my bed (Red Lightnin')